# Vreia de Bornes
Vreia de Bornes es una freguesia portuguesa del concelho de Vila Pouca de Aguiar, con 17,57 km² de superficie y 794 habitantes (2001). Su densidad de población es de 45,2 hab/km².